# Bas Savage
Bas Savage (* 7. Januar 1982 in London), mit vollständigen Namen Basir Mohammed Savage, ist ein ehemaliger englischer Fußballspieler.

## Karriere
Bas Savage erlernte das Fußballspielen in der Jugendmannschaft des FC Reading. Hier unterschrieb er 2001 auch seinen ersten Profivertrag. Der Verein aus Reading spielte in der vierten Liga, der Football League Two. Im September 2004 wurde er an die Wycombe Wanderers aus High Wycombe ausgeliehen. Der FC Bury aus Bury lieh ihn den Februar 2005 aus. Nach Vertragsende beim in Reading wechselte er 2006 zu Bristol City. Mit dem Verein aus Bristol spielte er in der dritten Liga, der Football League One. Nach sechs Monaten ging er Mitte 2006 zum FC Gillingham. Über die englischen Vereine Brighton & Hove Albion, FC Millwall, Tranmere Rovers, Dagenham & Redbridge und Northampton Town ging er 2012 nach Asien. Hier unterschrieb er in Thailand einen Vertrag beim TOT SC. Der Klub aus der thailändischen Hauptstadt Bangkok spielte in der höchsten Liga des Landes, der Thai Premier League. Für TOT absolvierte er 79 Erstligaspiele. Ende 2015 stieg der Verein in die zweite Liga ab. Von Anfang 2016 bis August 2020 pausierte er. Im August 2020 unterschrieb er in England einen Vertrag beim South Park FC in Reigate. Hier stand er bis zu seinem Karriereende am 1. Juli 2021 unter Vertrag.